# Jiří Škoda (pedagog)
Jiří Škoda (* 8. července 1972, Česká Lípa) je český akademik a pedagog. Od března 2019 do března 2023 byl děkanem Pedagogické fakulty Univerzity J. E. Purkyně v Ústí nad Labem.

## Život
V roce 1995 vystudoval na pedagogické fakultě Univerzitě Jana Evangelisty Purkyně v Ústí nad Labem obor biologie – chemie. Diplomová práce z biologie se zabývala výskytem rosnatky (Ekologie a variabilita Drosera rotundifolia L. v okolí Doks). Následně působil jak externista na Základní škole K. H. Máchy v Doksech. Studiem na Univerzitě Karlově v roce 2003 získal titul Ph.D. Akademický titul docent obdržel na základě habilitace na slovenské pedagogické fakultě Univerzity Konštantína Filozofa v Nitře, profesorem byl jmenován na základě řízení na Univerzitě Mateja Bela v Banské Bystrici.
Od roku 2005 působí na katedře pedagogiky pedagogické fakulty ústecké univerzity, v roce 2011 se stal proděkanem pro studium pedagogické fakulty a statutárním zástupcem děkana, v roce 2019 se stal děkanem fakulty.
Ve své odborné práci se věnuje obecné didaktice, didaktice chemie, třídnímu managementu, inkluzi a dalším tématům.

## Publikace
Do roku 2017 publikoval jako hlavní autor přes tři desítky knih, sborníků a skript, dále množství odborných článků. Společně s Pavlem Doulíkem jsou autory učebnic Chemie 8 a Chemie 9, které byly v roce 2008 oceněny na frankfurtském knižním veletrhu Zlatou cenou za nejlepší evropskou učebnici.

Vybrané publikace:
- Psychodidaktika (2011)
- Cvičebnice obecné didaktiky (2015)

## Členství vodborných organizacích
Je členem České pedagogické společnosti, České asociace pedagogického výzkumu a České společnosti chemické.